# Hématome rétroplacentaire
Pour les articles homonymes, voir HRP.
L'hématome rétroplacentaire ou HRP (également appelé placenta abruptio) est une complication très grave de la grossesse, mettant en jeu la vie de la mère et du fœtus car responsable d'une hémorragie parfois massive développée entre le placenta et l'utérus. Lors d'un hématome rétroplacentaire, le décollement prématuré du placenta auparavant normalement inséré (« DPPNI ») entraîne une anoxie périnatale (par diminution de l'apport d'oxygène) et un risque de décès maternel (par choc hypovolémique consécutif à la perte sanguine, ou par coagulation intravasculaire disséminée, qui se produit en réponse à la libération de certaines substances coagulantes lors du décollement du placenta : les thromboplastines).

## Tableau clinique
L'hématome rétroplacentaire donne un tableau clinique caractéristique lorsqu'il est complet : survenue brutale d'une hémorragie génitale du type métrorragies (l'origine utérine du saignement est affirmée par l'examen au spéculum) de sang noir, souvent peu abondantes (le sang est piégé entre placenta et fond utérin), accompagnées de douleurs abdominales brutales et très intenses (en « coup de poignard ») localisées autour du fond utérin; l'abdomen est dur (« ventre de bois »), très douloureux à la palpation. Dans les cas les plus sévères, la patiente est en état de choc.

## Étiologie
L'hypertension artérielle est la cause la plus fréquente d'hématome rétroplacentaire. Les autres causes sont : traumatisme, abus de toxiques (alcool, tabac, cocaïne), âge avancé, primiparité.

## Examens à réaliser
L'évaluation doit être minimale lorsque le diagnostic est posé, et ne jamais retarder la mise en route du traitement :
- L'échographie permet d'éliminer un placenta praevia, d'affirmer l'hématome rétroplacentaire (qui apparaît sous la forme d'une lentille biconvexe, hypoéchogène, située entre le placenta et l'utérus), de rechercher une mort fœtale in utero. Lorsque le fœtus est encore vivant, on évaluera son bien-être par le score de Manning.
- L'enregistrement de l'activité cardiaque fœtale par capteur externe permet de rechercher (lorsque le fœtus est vivant) une anomalie du rythme cardiaque (ralentissement, bradycardie)

## Traitement
Le traitement est une urgence absolue :
- Extraction fœtale par césarienne si le bébé est vivant.
- Accouchement par les voies naturelles, dans le cas d'une mort fœtale in utero et en dehors de toute urgence maternelle.
- Traitement de l'hypovolémie par transfusion sanguine et traitement d'une coagulopathie éventuelle.